# Plotosus fisadoha
Plotosus fisadoha is een straalvinnige vissensoort uit de familie van koraalmeervallen (Plotosidae). De wetenschappelijke naam van de soort is voor het eerst geldig gepubliceerd in 2002 door Ng & Sparks.